# 합천 운구대
합천 운구대(陜川 雲衢臺)는 대한민국 경상남도 합천군 가회면 둔내리에 있는, 고려말에 소윤(少尹)을 역임한 만은(晩隱) 홍재(洪載)의 불사이군(不事二君)의 절개를 지키기 위해 개성에서 남하하여 은둔한 곳이라고 한다. 2006년 1월 12일 경상남도의 기념물 제262호로 지정되었다.

## 개요
운구대(雲衢臺)는 고려말에 소윤(少尹)을 역임한 만은(晩隱) 홍재(洪載)의 불사이군(不事二君)의 절개를 지키기 위해 개성에서 남하하여 은둔한 곳이라고 한다.
만은(晩隱) 홍재(洪載)에 대한 가장 오래된 기록은 1709년의 풍산홍씨족보(豊山洪氏族譜)에서의 기록이다. 여기에는 홍재(洪載)가 문과에 급제하여 좌산기(左散騎) 직제학(直提學)을 역임한 홍보(洪保)의 아들로 되어 있고, 자신은 문과에 급제하여 소윤(少尹)·군사(郡事)를 역임한 것으로 되어 있다. 그 다음으로 보이는 기록은 좌의정 맹사성(孟思誠:1360-1438)이 1424년 4월에 찬 술했다는 행록(行錄)이 있다.
1786년에 주변 유림의 건의에 의하여 운구대 곁에 운구서원(雲衢書院)을 창건하기 시작하여 1796년에 만은(晩隱) 홍재(洪載), 모은(茅隱) 이오(李午), 금은(琴隱) 조열(趙悅)을 봉안하였다. 1833년에 한 차례 중수를 하였으나, 1868년 조정의 서원 훼철령에 의하여 서원이 훼철된 뒤, 근래 그 자리에 운구서당이라는 이름으로 건물을 중건하여 오늘에 이르고 있다.
운구대는 두심리 마을 높은 곳에 선박의 형태를 하고 있는 바위로, 그 위에 올라가면 인근의 전답과 마을이 한눈에 들어오는데다, 황매산 밑에 자리하고 있어서 풍경이 매우 좋은 곳이다.
이곳에는 '운구대(雲衢臺)' 및 '만은선생장구지소(晩隱先生杖屨之所)'라는 글씨가 해서로 새겨져 있는데, 누가 언제 쓴 것인지 알지 못한다. 각자된 글씨의 현재 상황으로 보아 운구서원이 세워진 이후의 어느 시기에 쓴 것으로 보인다.

## 참고 문헌
- 합천 운구대 - 국가유산청 국가유산포털